# 韓国ノーベル財団
社団法人韓国ノーベル財団（しゃだんほうじんかんこくノーベルざいだん、대한민국노벨재단, Korea Nobel Foundation）は、韓国の市民団体である。年度ごとに韓国人の学者や韓国の企業に対し「韓国のノーベル賞受賞候補の証明書」を発行し表彰している。また、ノーベル委員会に受賞者候補の推薦状を送っている。ノーベル委員会やノーベル賞とは関係がなく、ノーベル委員会の支部ではない。2017年現在の総裁は韓国ノーベル科学文化研究院の院長も務める東国大学校の成墉吉名誉教授。2019年現在の総裁はイ・フイジャ総裁。

## 概要
韓国の眼鏡業界の専門サイト韓国眼鏡新聞や、サムチョク東海新聞などの記事によると、韓国ノーベル財団は「大韓民国の士気を高めるために、有能な学者がノーベル賞を受賞することができるよう、(受賞候補者を)発掘し、支援している団体」としている。
しかし、韓国社会は伝統的に基礎研究を軽視してきた。基礎研究は直接的な利益を生まないばかりか、多くの資金と時間と労力を消費するので無駄だというのである。この様な伝統が韓国人学者のノーベル賞受賞を遠ざけているのではないかという指摘もある。
韓国国内には理想的な研究環境が存在しないと判断した韓国学術界は、韓国人学者のアメリカへの渡航を奨励している。韓国人学者がアメリカの優秀な研究環境を利用して、アメリカ人学者と共同でノーベル賞を受賞することに期待しているのである。
CNBニュースの2018年5月13日付の記事によると、韓国ノーベル財団が北朝鮮に慰安婦少女像を建立を求める請願を青瓦台ウェブサイト内の国民請願に提出した。元国会議員の鄭鎬宣（ジョン・ホソン）（정호선）が韓国ノーベル財団の理事長を務めており、2017年に光化門広場でトランプ大統領と金正恩が共同でノーベル平和賞を受賞することを推薦する宣言式をしたという。また、2018年4月には4・19記念館で少女像を北朝鮮を送る運動について議論している。
2019年6月18日、韓国ノーベル財団はノーベル賞受賞者が韓国から輩出するのを懇願するため、ソウルの麻浦区延南洞の通りを「平和のノーベル通り」と命名する命名式を行った。除幕式後、ノーベル平和賞を受賞している金大中元大統領の私邸前を通る1.2キロメートルを1000人あまりが演奏のもと行進した。式には麻浦警察署長や元国会議員ほか、2018年に候補証明書を3分野で取得したナノテクノロジー企業も参加している。